# Diacyclops palustris
Diacyclops palustris is een eenoogkreeftjessoort uit de familie van de Cyclopidae. De wetenschappelijke naam van de soort is voor het eerst geldig gepubliceerd in 1988 door Reid.